# IPX/SPX
IPX/SPX (ang. Internetwork Packet Exchange / Sequential Packet Exchange) – zestaw protokołów sieciowych firmy Novell (protokół warstwy sieciowej IPX i warstwy transportowej SPX). Użytkowany w różnych sieciach lokalnych (od PC LAN do sieci branżowych). Rozwiązanie to jako implementacja protokołów XNS (ang. Xerox Network Service) warstwy transportu i sieciowej dostępne jest w systemach: NetWare, MS-DOS, MS Windows i OS/2. Obecnie protokoły te są już rzadko stosowane, ponieważ zastępowane były stosem protokołów TCP/IP, jako bardziej kompatybilnym z powszechnie używanymi urządzeniami sieciowymi. Obecnie protokół IPX/SPX został zaimplementowany przez niezależnych użytkowników w nowszych systemach Windows.